# Nathan Jones (Bananarama)
Nathan Jones è un singolo del gruppo pop britannico delle Bananarama, che nel 1988 ha pubblicato il brano (altra versione dell'omonimo singolo del gruppo vocale femminile statunitense The Supremes) come singolo estratto dall'album Wow!. Questa cover è anche presente nella colonna sonora del film Rain Man - L'uomo della pioggia, diretto da Barry Levinson e uscito nel 1988.

## Tracce
- CD (UK)

1. Nathan Jones (Extended Version) – 5:12
2. Venus (Extended Version) – 7:23
3. Once in a Lifetime (Album Version) – 4:06

## Formazione
- Sara Dallin - voce
- Jacquie O'Sullivan - voce
- Siobhan Fahey - voce
- Keren Woodward - voce, basso